# Zofia z Potockich Zamoyska
Zofia Zamoyska (ur. 7 listopada 1851 w Krakowie, zm. 29 stycznia 1927 tamże) – córka Adama Potockiego i Katarzyny z Branickich, żona Stefana Zamoyskiego, którego poślubiła 20 czerwca 1870.

## Życiorys
Działaczka społeczna i charytatywna, założycielka ochronek, fundatorka kościoła pw. świętych Zofii i Szczepana w Laszkach. Dama dworu arcyksiężnej Marii Józefy, w roku 1893 odznaczona Orderem Krzyża Gwiaździstego.
W czasie I wojny światowej dzięki wpływom w Wiedniu doprowadziła do uwolnienia kilkunastu księży uwięzionych przez władze wojskowe i skazanych na karę śmierci.
Odprawione w dwu obrządkach (rzymsko- i greckokatolickim) uroczystości żałobne i pogrzeb Zofii Zamoyskiej, która została pochowana w Laszkach 2 lutego 1927, zgromadziły licznie polską i ruską ludność wiejską.

## Zofia Zamoyska w sztuce
W 1856 niemiecki malarz Franz Xaver Winterhalter, przebywając w Warszawie, wykonał portret Katarzyny Potockiej oraz jej dzieci Róży, Artura i pięcioletniej Zofii. W 1870 Winterhalter ponownie sportretował dziewiętnastoletnią już Zofię.
W 1868 Marceli Guyski wykonał popiersie Zofii, które zostało zaprezentowane w Pałacu Sztuki w Krakowie na wystawie portretów kobiecych XVIII i XIX wieku. Obecnie popiersie znajduje się w zbiorach krakowskiego Muzeum Narodowego.
Portrety Zofii z Potockich Zamoyskiej wykonali również Franciszek Tepa i Władysław Bakałowicz